# La cosa (film 1982)
La cosa (The Thing) è una pellicola di genere orrore-fantascienza del 1982 diretto da John Carpenter, liberamente tratto dal racconto La cosa da un altro mondo (Who Goes There?, 1938) di John W. Campbell, già alla base della pellicola La cosa da un altro mondo (1951) prodotto da Howard Hawks.
La sceneggiatura tratta di un gruppo di ricercatori di una base scientifica americana in Antartide alle prese con una forma di vita extraterrestre parassita, precipitata sulla Terra, con la facoltà di assumere le sembianze degli esseri con i quali viene a contatto, mutando continuamente aspetto. Per gli uomini della base il problema è scoprire, di volta in volta, di quale corpo l'alieno si sia impadronito, il che porterà a un forte senso di paranoia in ogni membro del gruppo.
La cosa ottenne inizialmente scarsi incassi al botteghino e recensioni molto negative dalla critica. Tra i motivi di tale insuccesso vennero evidenziati la concorrenza con affermate pellicole di fantascienza e fantasia, in particolare E.T. l'extra-terrestre (in cui l'alieno protagonista era pacifico ed empatico, di natura nettamente opposta a quella elusiva e terrificante de La cosa), nonché l'uscita durante un periodo di recessione che spingeva il pubblico a visioni più rassicuranti, lontane dal tono pessimistico del film. Tuttavia, a seguito della distribuzione in home video e in televisione negli anni a venire, la pellicola è stata rivalutata positivamente dalla critica, elevandosi al rango di intramontabile successo della fantascienza e del fantahorror, classificatosi diverse volte come una delle migliori pellicole del genere e tra i più paurosi in assoluto.
Per lo stesso Carpenter, che lo considera come il primo episodio della Trilogia dell'Apocalisse, è il preferito tra i suoi film.
La pellicola ha avuto nello stesso anno una trasposizione letteraria, mentre nel 1991 la Dark Horse Comics ha pubblicato una miniserie a fumetti intitolata The Thing from Another World. Nel 2002 è stato sviluppato un videogioco omonimo che funge da sequel del film. Nel 2011 è uscito un seguito della pellicola, La cosa, ambientato tre giorni prima degli eventi del film di Carpenter e incentrato sull'equipaggio norvegese che per primo scoprì l'alieno.

## Trama
Antartide, 1982. La quiete della base scientifica statunitense U.S. Outpost #31 viene interrotta dall'arrivo di un elicottero partito da una remota stazione di ricerca norvegese, che sta inseguendo un cane di razza siberian husky, per ucciderlo a fucilate. Gli occupanti della base assistono sgomenti alla scena che si conclude con l'esplosione dell'elicottero, colpito per sbaglio da una granata che uno dei norvegesi intendeva lanciare contro la preda. Il norvegese superstite, incapace di farsi capire dagli americani, cerca ancora di sparare al cane, ma colpisce per sbaglio uno dei componenti del gruppo; ne nasce quindi un conflitto a fuoco e il norvegese viene ucciso. Il gruppo statunitense, guidato dal comandante Garry e composto dal pilota R.J. MacReady, il medico Copper, i biologi Blair e Fouchs, il meteorologo George Bennings, il geologo Norris, l'addetto alla radio Windows, i meccanici Childs e Palmer, l'addetto ai cani Clark e il cuoco Nauls, non capisce cosa stia succedendo e decide di indagare sulla provenienza dell'elicottero.
MacReady e Copper arrivano alla base norvegese, trovandola deserta e ridotta in macerie. All'interno scoprono il cadavere di un suicida, documentazione sulle operazioni svolte dalla base, e un grande blocco di ghiaccio, scavato e vuoto, che lascia presagire l'esistenza di qualcosa rimasto sepolto per millenni prima di venire estratto dai ricercatori norvegesi. Una volta usciti rinvengono inoltre il ripugnante corpo carbonizzato di una creatura non identificata, con due teste fuse insieme, e decidono di portarlo alla base. Blair ne esegue un'autopsia, rivelando che possiede degli organi interni normali. Nel frattempo l'husky sopravvissuto viene lasciato libero di vagare nella base americana, finché, a seguito della scoperta misteriosa nella distrutta base norvegese, non si decide di rinchiuderlo per precauzione nel canile, insieme agli altri husky della base.
Una volta nella gabbia il cane si trasforma in una creatura mostruosa, assale i cani e li uccide brutalmente. MacReady richiama l'attenzione di tutti attivando l'allarme antincendio e Childs distrugge il mostro con un lanciafiamme. I resti vengono esaminati da Blair, il quale avanza l'ipotesi che si tratti di un alieno che imita alla perfezione le altre forme di vita, grazie alle sue cellule che inglobano quelle delle creature terrestri.
Blair interroga un computer sui rischi di contagio e sopravvivenza dei membri della base, ricevendo delle risposte poco rassicuranti (per esempio che se l'alieno raggiungesse la civiltà potrebbe infettare l'intero pianeta in breve tempo) e, per tale ragione, per impedire che qualcuno lasci la base o che qualcuno dall'esterno riceva un segnale di soccorso, distrugge tutti gli strumenti per comunicazioni radio a colpi di ascia, poco prima che i suoi colleghi lo immobilizzino e lo rinchiudano in un piccolo magazzino esterno. A questo punto il gruppo guarda un video rinvenuto nella base norvegese e scopre che gli scienziati stavano conducendo una ricerca su un'astronave aliena, precipitata lì diverse migliaia di anni prima.
MacReady si dirige con Norris e Fouchs al disco volante danneggiato; nelle vicinanze viene anche trovato un buco nel ghiaccio da cui è stato estratto con ogni probabilità il blocco analizzato nella base norvegese, probabilmente con all'interno l'alieno sfuggito all'esplosione della sua astronave. I resti del cadavere mutato rinvenuto alla base norvegese vengono spostati immediatamente in un magazzino con l'obiettivo di tenerli a distanza dagli uomini, ma durante lo spostamento Bennings viene aggredito dalla creatura ancora viva, che ne assume le sembianze. Tale metamorfosi viene però notata dai compagni, che riescono ad attirare la creatura all'esterno e a distruggerla quando non ha ancora assimilato totalmente Bennings.
La caratteristica di assumere le sembianze altrui genera diffidenza tra le persone della base, che non possono sapere con certezza chi sia stato contagiato dal mostro e chi no. Viene allora proposto un test del sangue, in modo tale da capire se uno di loro è una "cosa", ma ben presto si scopre che le scorte di sangue sono state distrutte. Mac prende di petto la situazione: innanzitutto ordina ai compagni di legare i tre più sospetti, ovvero Clark (quello rimasto più a contatto con i cani), Garry e Copper (gli unici con la possibilità di avvicinarsi alle scorte). Successivamente il pilota chiede a Fouchs di analizzare gli appunti di Blair, in modo tale da trovare una soluzione. Poco dopo la luce salta nella base per un'ora, al termine della quale Fouchs scompare.
I compagni, decisi a cercarlo, si dividono in gruppi e Mac, Windows e Nauls vanno all'esterno. Dopo poco i tre trovano il cadavere completamente carbonizzato di Fouchs, ipotizzando che si sia suicidato per non diventare una cosa. Mac tuttavia nota che, contrariamente a come le aveva lasciate, le luci della sua baracca sono accese: sospettoso, si reca a visitarla con Nauls, rimandando Windows alla base. Mentre il gruppo aspetta il ritorno di MacReady e Nauls, quest'ultimo arriva nella base solo e spaventato, dichiarando di avere trovato delle prove contro Mac. In quel momento il pilota prova ad entrare, ma viene tenuto fuori dai compagni. Nella concitazione Norris ha un infarto: Copper, liberato per soccorrerlo, prova a rianimare Norris, ma il geologo si rivela essere infetto e uccide il dottore staccandogli le braccia. Mac riesce a bruciare il corpo della creatura, ma questa prima di morire stacca la propria testa, che genera delle zampe con cui scappare. Fortunatamente Mac e gli altri notano la mostruosità e la distruggono una volta per tutte.
Si intuisce quindi che la creatura è costituita da più parti, le quali sono in relazione tra loro. MacReady decide di prelevare un campione di sangue dei superstiti e bruciarlo con un filo di rame arroventato, sicuro che il sangue di chi è stato contagiato avrebbe mostrato una reazione difensiva. Tuttavia i compagni si rifiutano di partecipare, e Clark prova a uccidere alle spalle Mac, che però gli spara alla testa, confermando le sue serie intenzioni. Mac fa dunque legare gli altri da Windows, l'unico di cui si fida, e inizia il test, provandolo anche su se stesso, dimostrando così la propria umanità. Dopo avere provato anche l'innocenza di Windows MacReady inizia il test con Palmer, che però si rivela subito un infetto, in quanto il suo campione di sangue una volta bruciato scorre via dal filo; una volta smascherato egli si trasforma e attacca Windows, costringendo MacReady a bruciarli entrambi.
MacReady, Garry e Nauls vanno a testare l'ultimo possibile infetto, ovvero Blair, lasciando Childs di guardia, solo per scoprire tuttavia che il magazzino dove era stato rinchiuso è vuoto e che il biologo ha scavato un tunnel sotto l'edificio. Il gruppo si rende conto che Blair adesso è infetto, e che ha sabotato l'elicottero e i macchinari per costruirsi una piccola astronave per la fuga. In quel momento Nauls nota la sagoma di Childs abbandonare la stazione e subito dopo il generatore va fuori uso, togliendo così luce e riscaldamento. MacReady ipotizza che l'alieno stia tentando di ibernarsi fino all'arrivo della spedizione di salvataggio in primavera. Consapevoli di essere condannati a morte per la temperatura troppo bassa, ma anche di avere la responsabilità di fermare la cosa prima che distrugga il mondo, i tre iniziano la caccia a Blair, nonostante la scarsa visibilità e il clima avverso.
Il gruppo tenta di fare saltare in aria con la dinamite l'intero complesso nella speranza di distruggere la creatura, ma Garry viene assimilato e Nauls sparisce, facendo presumibilmente la stessa fine. Il mostro appare infine più grande delle versioni precedenti; MacReady lo fa saltare in aria con la dinamite insieme con gli ultimi resti della base in fiamme e si mette in salvo. MacReady, spossato, si accascia tra i resti della base, ma è raggiunto da Childs, che ricompare sostenendo di essersi perso nella tormenta. I due rimangono isolati da tutto, andando incontro a una probabile morte per assideramento, oltre a nutrire il reciproco sospetto che l'altro sia stato contagiato.

## Analisi
La cosa è basato sul racconto breve Who goes there? (Chi va là?) di John W. Campbell, da cui già Howard Hawks nel 1951 aveva tratto il classico della fantascienza La cosa da un altro mondo. È proprio l'accostamento con questo film a offrire gli spunti di analisi più interessanti: nell'originale assistiamo alla reazione compatta del gruppo umano contro l'invasore alieno. Una volta sconfitta la minaccia il monito finale evoca le paure dell'epoca della guerra fredda: "Ditelo a tutti dovunque si trovino. Dovunque, scrutate il cielo".
Nel film di Carpenter si ha il capovolgimento esatto del meccanismo del film originale, come l'ambientazione che passa dal Polo nord al Polo sud (in Antartide). Questa volta il gruppo alle prese con la creatura si frantuma: la "cosa" in una continua metamorfosi della realtà esaspera la paranoia causata dall'impossibilità di distinguere l'umano dall'alieno, il reale dalla finzione. In aggiunta l'ossessione del contagio e l'isolamento riescono a fare saltare ogni rapporto interpersonale e a fare crollare la fiducia negli altri. La regola diventa quella dell'uno contro l'altro. Peraltro, il film di Carpenter è molto più aderente al soggetto letterario rispetto al film che Hawks ne aveva tratto, rispettando tempi e situazioni del racconto di Campbell.
Il tema del film, nelle intenzioni del regista, verte sulla disgregazione dell'umanità e sulla diffidenza verso il prossimo, ma in realtà si spinge oltre, spostando il conflitto dall'interno dei rapporti umani all'interno dei corpi: la creatura li avvolge e li invade, penetra al loro interno deformando e lacerando ossa e tessuti, trasformandoli alla fine in rappresentazioni corporee grottesche e surreali. Lo scopo per cui i protagonisti sono stati mandati in Antartide resta sempre fuoricampo e viene presto sostituito da uno scopo più alto, lo stesso istinto per cui agisce l’alieno: la sopravvivenza ad ogni costo. Nell’istante in cui viene ravvivato questo ancestrale istinto (che nella società, invece, rimane sopito), l’uomo conosce, apprende e mette subito in pratica la capacità di adattamento e si scopre egli stesso straordinario essere imitatore. L’uomo vuole vivere, ed è quindi disposto a qualsiasi atto per poterlo fare. La Cosa potrebbe essere qualsiasi uomo perché ogni uomo è esattamente come lei.

## Produzione

### Sviluppo

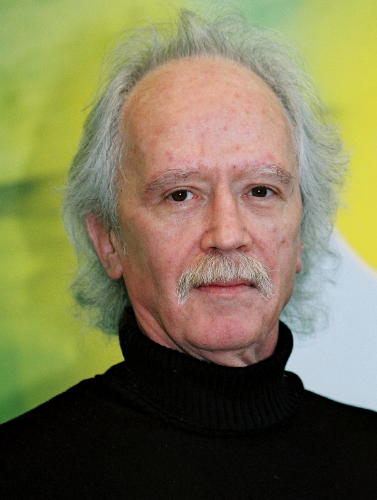
John Carpenter

Nel 1981 l'Universal Pictures offrì a Carpenter la produzione di un remake del film di Howard Hawks del 1951 La cosa da un altro mondo, di cui Carpenter era da tempo un appassionato (difatti tre anni prima fece comparire una sua scena nel televisore di Tommy nel film Halloween - La notte delle streghe da lui diretto). Egli però decise invece di adattare più fedelmente il racconto su cui si era basato, La cosa da un altro mondo (Who Goes There?) di John W. Campbell, e di non ambientarlo al Polo nord, come aveva fatto Hawks, bensì al Polo sud.
Secondo il regista l'aspetto da evidenziare maggiormente nella storia era la paranoia dei personaggi, costretti a confrontarsi con una creatura aliena che può assumere l'aspetto di altri esseri viventi, da cui l'importanza della loro vera identità. Lo script per la nuova versione è stato scritto da Bill Lancaster. A differenza di altri suoi film, John Carpenter non compose la colonna sonora, ma affidò il compito al musicista Italiano Ennio Morricone, il quale seguì uno stile simile a quello del regista.
Il budget, uno dei più alti messi a disposizione di John Carpenter, si stima essere stato di quindici milioni di dollari.

### Effetti speciali
Il tecnico degli effetti speciali Rob Bottin, con cui il regista aveva già collaborato per il film Fog, all'epoca del film aveva solamente ventitré anni, e con questo lavoro divenne uno dei tecnici più apprezzati di Hollywood, ricevendo anche una nomination al Saturn Award per migliori effetti speciali, che però fu vinto da Carlo Rambaldi e Dennis Muren per il film E.T. l'extra-terrestre. La meccanizzazione dei vari modelli fu di Roy Arbogast e Stan Winston. La squadra di Rob Bottin lavorò ininterrottamente, giorno e notte, per tutta la durata della produzione, sperimentando ogni sorta di tecnica e di materiale per cercare di superare i limiti imposti dalla tecnologia dell'epoca. Realizzarono ogni effetto della creatura, sotto forma di statue modellate a mano (per i cadaveri visti nella base norvegese) e animatroni; alcune scene furono girate tramite l'animazione passo uno, nonostante Carpenter la reputasse poco realistica.
Tutti gli effetti speciali che si possono vedere nelle scene relative alla gabbia dei cani, sono da attribuire a Winston, dal momento che Bottin, in quei giorni, ebbe un esaurimento nervoso dovuto all'immenso carico di lavoro che aveva affrontato. Sempre in questa scena, i tentacoli che si intravedono sono fruste manovrate direttamente da Bottin. Per ricreare il gore furono utilizzati gomma da masticare riscaldata, marmellata, crema di mais, gelatina, maionese e altro cibo addensante, insieme con materiali sintetici come metallo, uretano, vetroresina e schiuma di lattice; inizialmente Bottin aveva previsto di utilizzare organi di animali veri presi da una macelleria, ma Carpenter rifiutò in quanto l'odore della carne putrida disturbava i lavoratori, e gli permise di utilizzarli unicamente nella scena dell'autopsia.
L'alieno sotto forma di husky è stato interpretato da Jed, un mezzo husky e mezzo lupo; tuttavia il cane che veniva inseguito dall'elicottero all'inizio del film non era Jed, ma un altro cane a cui era stato tinto il pelo affinché assomigliasse a esso. Nella scena in cui al dott. Copper vengono amputate le braccia, fu ingaggiato come controfigura un vero amputato a cui fu messa una maschera per farlo assomigliare all'attore Richard Dysart. Inoltre, per poco Kurt Russell non rimase ferito nella scena in cui faceva saltare in aria con della dinamite il corpo di Palmer: Russell non aveva previsto la forza dell'esplosione e quindi la sua reazione nel film non è simulata.

### Riprese

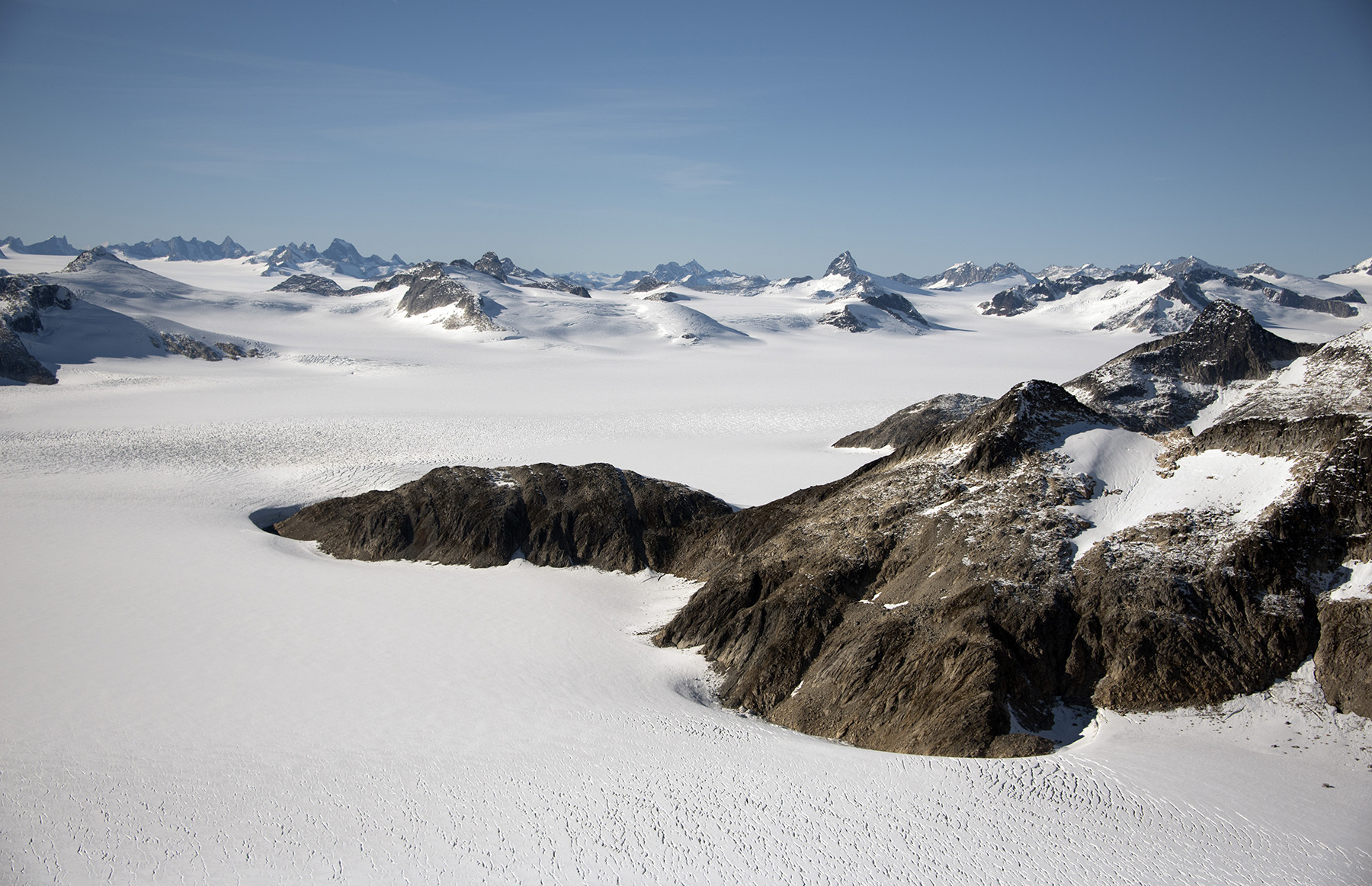
Juneau, Alaska

Le prime scene sono state girate su un ghiacciaio vicino a Juneau, in Alaska, mentre le scene interne sono state girate presso Universal Studios in Los Angeles, e per dare l'impressione delle condizioni climatiche antartiche i set negli studi di Los Angeles furono portati alla fredda temperatura di 5°. L'effetto sonoro che simula il vento antartico è stato registrato nel deserto presso Palm Springs, in California. Nelle ultime settimane, le scene furono girate nella Columbia Britannica e le scene nel campo norvegese furono realizzate sfruttando i resti carbonizzati del campo americano.

### Musiche
Ennio Morricone compose la colonna sonora del film, poiché Carpenter voleva che La cosa avesse un approccio musicale europeo. Carpenter è volato a Roma per parlare con Morricone per convincerlo ad accettare il lavoro, quando Morricone volò a Los Angeles per registrare la colonna sonora, aveva già sviluppato un nastro pieno di una gamma di musiche per sintetizzatore perché non era sicuro del tipo di partitura che Carpenter voleva. Morricone scrisse spartiti orchestrali e sintetizzatori separati e uno spartito combinato, che sapeva essere la preferenza di Carpenter. Carpenter scelse un pezzo, che ricordava da vicino le sue stesse colonne sonore e che è diventato il tema principale usato in tutto il film. Ha anche suonato la partitura di 1997: Fuga da New York come esempio per Morricone. Morricone fece molti altri tentativi, avvicinando la sua partitura allo stile musicale di Carpenter. In totale Morricone ha prodotto una colonna sonora di circa un'ora che è rimasta in gran parte inutilizzata, ma è stata successivamente pubblicata come parte della colonna sonora del film. Carpenter e il suo collaboratore di lunga data Alan Howarth hanno sviluppato separatamente alcuni pezzi in stile synth utilizzati nel film. Nel 2012, Morricone ha ricordato:
Carpenter ha detto:

## Promozione
Le locandine e i manifesti utilizzati per la promozione del film all'epoca della sua diffusione nelle sale cinematografiche sono a cura dell'illustratore Drew Struzan.

## Distribuzione
Il film è stato distribuito nelle sale cinematografiche statunitensi a partire dal 25 giugno 1982, mentre l'uscita nelle sale italiane (vietato ai minori di 18 anni) risale al 30 novembre 1982, distribuito dalla Cinema International Corporation.

### Edizioni home video
In Italia il film è uscito in DVD nel 1999 con una edizione da collezione; formato video Letterbox, traccia italiana a due canali, ricco di contenuti extra. Non è stata distribuita al momento l'edizione speciale del 2004 che offre una pellicola restaurata e un formato video anamorfico oltre agli abbondanti materiali extra. Nel 2008 è stata distribuita l'edizione in formato Blu-ray Disc anche in Italia.

### Divieti
Il film fu approvato dalla censura poco dopo la sua distribuzione all'estero. Le scene di genere thriller, nonché splatter, presenti nel film hanno contribuito al suo divieto nel mondo; in gran parte del mondo venne vietato ai minori dai 14 ai 18 anni ed è stato bandito in Finlandia. Negli Stati Uniti venne giudicato con la lettera R, che sta a indicare che i minori di 17 anni devono essere accompagnati da adulti. Alla sua uscita in Italia nel 1982 il film ricevette il divieto ai minori di 18 anni più qualche tagliuzzamento (che limitano di fatto la visione dei vari aspetti dell'alieno ai telespettatori).

## Accoglienza

### Incassi
Al suo esordio negli Stati Uniti ha raggiunto un incasso di 3,1 milioni di dollari; dopo essere rimasto all'ottavo posto il classifica per tre settimane, gli incassi statunitensi hanno raggiunto i 19 629 760 dollari classificando il film nell'anno della sua uscita a un non proprio lusinghiero 42º posto.
In Italia la pellicola ha avuto un incasso totale pari a 1 714 000 000 lire e si è classificato al 45º posto tra i primi 100 film di maggior incasso della stagione cinematografica italiana 1982-1983.
Va ricordato che l'anno 1982 ha visto l'uscita di altri celebri film di fantascienza, come Blade Runner di Ridley Scott e soprattutto E.T. l'extra-terrestre di Steven Spielberg, che ha avuto un incasso di 359 milioni di dollari (uno dei più alti della storia del cinema) e, come già accennato, ha diffuso a livello planetario un'immagine tenera e rassicurante degli alieni dei film di fantascienza, in netto contrasto con il terribile parassita presente in La cosa; per queste ragioni la pellicola di Spielberg è stata ritenuta una della principali cause dell'insuccesso al botteghino del film di Carpenter.

### Critica
Nei primi anni la critica statunitense accolse molto negativamente il film. Il critico Roger Ebert gli diede 2.5 stelle su 4, giudicandolo "deludente" e con personaggi superficiali e trama illogica. Dal New York Times fu ritenuto "sciocco e deprimente", aggiungendo che "mescola horror con la fantascienza per trarne qualcosa di divertente". Il film comparve sulla rivista Cinefantastique con la scritta: "È questo il film più odiato di tutti i tempi?". Gli effetti speciali di Rob Bottin, seppur simultaneamente lodati e biasimati dal trucco, furono giudicati troppo grotteschi da diversi critici cinematografici. La pellicola fu molto criticata anche perché all'epoca il pubblico si aspettava una storia che ricalcasse il film di Hawks, e non una versione più cruenta e maggiormente fedele al romanzo di Campbell.
Nel corso degli anni, comunque, La cosa si è dimostrato un vero film di culto presso il pubblico del mercato home video, e anche i critici hanno saputo analizzarne con più attenzione i tratti distintivi, rivalutandolo positivamente. 
In un articolo del 2014 su Sentieri Selvaggi, il critico Davide Di Giorgio nota, ad esempio, "l'estrema sobrietà della narrazione, che costruisce attorno alle singole apparizioni dell'Essere, un'atmosfera soffusa e un incedere molto stringato". 
In un pezzo del 2016, l’italiano Marco Paiano definisce La cosa “un capolavoro di tensione e claustrofobia, che ancora oggi non teme il confronto con pellicole realizzate decenni dopo e con budget e mezzi tecnici decisamente superiori”, paragonando poi la metafora sociale del film a quella, successiva, dell’altro cult movie di Carpenter Essi vivono. 
In una recensione del 2020, Marco Minniti scrive invece che il film di Carpenter ambisce a “una rappresentazione cupa, pessimista, persino nichilista dei rapporti umani”, in cui “la minaccia esterna trova terreno fertile all’interno [...], prima ibernandosi nel ghiaccio, poi invadendo i corpi umani, nutrendosi della paranoia e della mancanza di fiducia degli uomini l’uno nell’altro”.
Nel sito web Rotten Tomatoes, il film detiene l'85% di recensioni professionali positive, basato su 84 recensioni. The Boston Globe lo ha definito il film più pauroso in assoluto, posizionandolo al 1º posto nella lista dei 50 migliori film horror di sempre. La rivista Empire lo ha inserito al 289º posto nella lista dei 500 film migliori di sempre, mentre infine la Chicago Film Critics Association lo ha posizionato come il 17º miglior film horror mai realizzato.

## Opere derivate

### Sequel, prequel e reboot
Nel 2003 il canale Syfy aveva progettato la realizzazione di una miniserie sequel della durata di quattro ore. Carpenter era dell'idea che il progetto sarebbe andato avanti, ma improvvisamente il canale cambiò idea abbandonando il progetto. Nel febbraio 2009 una recensione positiva dello screenplay abbandonato venne pubblicato su Corona's Coming Attractions.
Nel 2004 John Carpenter durante un'intervista alla rivista Empire disse che egli aveva un'idea per la storia di The Thing II, incentrata sui due personaggi sopravvissuti, MacReady e Childs. Carpenter ha indicato che avrebbe garantito la partecipazione di Kurt Russell e Keith David nel sequel nei panni di Macready e Childs ancora alle prese con la creatura dopo il finale del film, senza rivelare altri dettagli. Tuttavia Carpenter ha ritenuto che a causa degli alti costi del progetto, la Universal Studios non avrebbe mai approvato la sua trama.
Nel settembre 2006 è stato annunciato sulla rivista Fangoria che la Strike Entertainment, la compagnia di produzione di Slither e Dawn of the Dead, era alla ricerca di uno o più scrittori per scrivere un prequel teatrale de La cosa. Dopo aver accettato uno script di Eric Heisserer, la Strike Entertainment ha incominciato la produzione del prequel, anch'esso intitolato La cosa. Il prequel è ambientato tre giorni prima degli eventi del film di Carpenter ed è incentrato sull'equipaggio norvegese che per primo scoprì l'alieno. Il film diretto da Matthijs van Heijningen Jr. è stato girato a Toronto e pubblicato il 14 ottobre 2011.
Nel 2020 la Blumhouse Productions ha annunciato un reboot del film; lo stesso John Carpenter ha confermato di essere direttamente coinvolto nel progetto.

### Parchi a tema
Nel 2007 nell'Universal Studios Florida venne prodotta una horror house chiamata The Thing - Assimilation. Nell'attrazione, gli ospiti, camminando verso un corridoio sembiante la base scientifica del film, visitano varie riproduzioni del film, sia dei personaggi (tramite animatroni) sia dell'ambiente.

### Libri e fumetti
Una trasposizione letteraria del film, il romanzo La cosa basato sulla sceneggiatura, venne pubblicato nel 1982 da Alan Dean Foster. Anche se il romanzo è la trasposizione del film, sono presenti in esso alcune piccole differenze: il personaggio di Windows è chiamato Sanders, è stata aggiunta una sequenza con MacReady, Bennings e Childs dopo che parecchi cani infetti sono fuggiti nella tundra antartica (questa sequenza era descritta nella seconda bozza della sceneggiatura di Lancaster). Nel romanzo è inoltre spiegata la scomparsa di Nauls; inseguito dall'alieno in un vicolo cieco, preferisce uccidersi piuttosto che permettergli di assimilarlo.
La Dark Horse Comics ha pubblicato quattro sequel a fumetti del film sotto forma di tre miniserie e un serial (The Thing from Another World, The Thing from Another World: Climate of Fear, The Thing from Another World: Eternal Vows nel quale fa il suo ritorno MacReady che insegue la Cosa nell'isola Stewart Island della Nuova Zelanda, e The Thing from Another World: Questionable Research, il quale è stato serializzato in Dark Horse Comics numero 13-16) con per protagonisti MacReady come il solo sopravvissuto dell'Outpost numero 31 e Childs come l'infetto (The Thing From Another World: Climate of Fear issue 3 of 4). Questionable Research esplora una realtà parallela dove MacReady non è in giro per fermare la Cosa e uno scienziato deve impedire la sua diffusione, dopo quanto accaduto all'Outpost 31. La serie a fumetti è stata intitolata The Thing from Another World (La cosa da un altro mondo) dal film originale del 1951 di Howard Hawks, al fine di evitare confusione e possibili conflitti legali con la Cosa, il membro dei Fantastici Quattro della Marvel Comics. In seguito, la Dark Horse ha pubblicato un fumetto digitale intitolato The Thing: The Northman Nightmare come preludio al prequel del 2011.
Nel gennaio del 2010 Clarkesworld Magazine ha pubblicato un racconto breve tratto dal film, intitolato Le cose (The Things) scritto da Peter Watts. La storia è rivisitata dal punto di vista dell'alieno stesso, che vede gli esseri umani altrettanto terrificanti. Il racconto è stato candidato per un Premio Hugo come miglior racconto breve.

### Videogiochi
Nel 2002 è stato realizzato un videogioco survival horror intitolato La Cosa per PC, PlayStation 2, e Xbox, che funge da sequel agli eventi del film. La storia del videogioco differisce da quella dei fumetti in quanto Childs è morto e i nastri audio sono presenti (nei fumetti erano stati rimossi dall'Outpost 31 all'inizio di The Thing from Another World: Questionable Research). Al termine del gioco, R.J. MacReady è ancora vivo e aiuta il protagonista (il capitano Blake) a completare l'ultima missione.
Per un periodo limitato i GameStop davano in omaggio una copia del DVD del film a coloro che acquistavano il videogioco.
La storia del videogioco comincia poco dopo la fine del film: Childs è trovato morto e congelato nello stesso luogo dove era stato visto alla fine del film, ma alla fine del gioco è rivelato che R.J. MacReady è sopravvissuto e aiuta il protagonista a fuggire in elicottero.
Era prevista l'uscita di un sequel che doveva avere come protagonista nuovamente il capitano Blake affiancato da MacReady, e tra i livelli del gioco figuravano piattaforme petrolifere, portaerei, tunnel d'accesso e diversi impianti di raffineria; venne tuttavia annullato in quanto la società che lo produsse, la Computer Atworks, chiuse definitivamente.

### Merchandising
Nel settembre 2000, come parte della terza serie della linea di giocattoli "Movie Maniacs", la McFarlane Toys ha realizzato due action figure basate sul film. Una era l'alieno dopo aver preso la forma di Blair visto alla fine del film, e l'altro rappresentava sempre l'alieno sotto forma di Norris vista nella scena del defibrillatore. Di seguito venne prodotta una statua in resina rappresentante la Testa-Ragno, una delle invenzioni più complesse di Rob Bottin, e la riproduzione in scala della scena dell'attacco della "cosa" nel canile, oltre a una serie di action figure rappresentanti i membri del Team.

### Giochi da tavolo
Nel 2010 esce il gioco da tavolo intitolato The Thing: Infection at Outpost 31, un gioco semi cooperativo con traditore pubblicato da Mondo.
Nel 2022 esce il gioco da tavolo "The Thing: The board Game" edito da Pendragon Games Studio, un gioco per 1-8 giocatori, semi cooperativo. Per questo gioco è uscita anche l'espansione "The Thing: Norwegian Outpost" che si svolge durante gli eventi del film prequel del 2011.

## Riconoscimenti
- 1982 – Saturn Award
  - Candidatura al miglior film horror
  - Candidatura ai migliori effetti speciali a Rob Bottin